# Garpenberg
Garpenberg è un'area urbana della Svezia situata nel comune di Hedemora, contea di Dalarna.
La popolazione rilevata nel censimento 2010 era di 518 abitanti .